# افشین ناظمی
افشین ناظمی (زاده ۱۳۵۱ در شهرستان صومعه‌سرا، ایران) بازیکن اسبق تیم‌های سپیدرود رشت و استقلال رشت و مربی سابق باشگاه داماش گیلان در لیگ برتر می‌باشد.
افشین ناظمی به عنوان مدیر عامل باشگاه سپیدرود منصوب شد. 